# Деметре I
Деметре I (1093–1156) з династії Багратіоні — цар Грузії (1125–1156), а також поет. Був старшим сином і спадкоємцем Давида IV Будівельника від його першої дружини, вірменської царівни Русудан.

## Зовнішня політика
Від свого батька Деметре I успадкував велику й квітучу державу, що ширилась від Чорного до Каспійського моря. Він намагався зберегти її в чинних кордонах, однак кілька поступок прикордонним мусульманським державам довелось зробити. Так Ані й Ширван відійшли від Грузії, зберігши від неї васальну залежність.
Був безрезультатним і похід на Гянджу. Щоправда, 1138 року грузини взяли це місто й на знак перемоги привезли до Грузії міську браму (Брама Гянджі дотепер зберігається в Гелаті), проте утримати місто й навколишні землі не змогли. Гянджа залишалась опорним пунктом для сельджуцьких загарбників у їхній боротьбі проти Грузії.
Причини військових невдач були зумовлені подіями, що назрівали всередині грузинського феодального суспільства.

## Внутрішня політика
Як відомо, Давид IV Грузинський енергійно припинив спроби феодалів виступити проти зміцнення центральної влади в державі, але соціально-економічну основу існування крупного азнаурства він залишив недоторканою. У той же час у XII столітті економічний розвиток країни пішов таким шляхом, за якого створювались надзвичайно сприятливі умови для подальшого посилення крупних азнаурів.

## Родина
У царя було двоє синів — старший Давид і молодший Георгій. Спадкоємцем мав стати саме старший, але батько любив Георгія. У зв'язку з цим Давид кілька разів намагався усунути Деметре від престолу. 1155 року йому це вдалось і колишній цар став ченцем. Однак за 6 місяців правління непокірний Давид несподівано помер. Деметре повернувся на престол, але невдовзі й сам помер. Був похований у Гелатському монастирі.
Леонтій Войтович вважає, що цар також мав дочку на ім'я Русудан.